# Carlota Fernández Osorio
Carlota Fernández Osorio (Santander, 21 de julio de 2000) es una deportista española que compite en karate, en la modalidad de kumite.
Ganó una medalla de oro en el Campeonato Mundial de Karate de 2023 y una medalla de bronce en el Campeonato Europeo de Karate de 2022, ambas en la prueba por equipo.
Estudió el grado en Derecho en la Universidad de Cantabria. En 2023 fue elegida concejala de Nuevas Tecnología, Deportes, Desarrollo Local, Medio
Ambiente y Salud del Ayuntamiento de Noja por el Partido Popular.

## Palmarés internacional
| Campeonato Mundial | Campeonato Mundial  | Campeonato Mundial | Campeonato Mundial |
| Año                | Lugar               | Medalla            | Prueba             |
| ------------------ | ------------------- | ------------------ | ------------------ |
| 2023               | Budapest (Hungría)  | Medalla de oro     | Equipo             |
| Campeonato Europeo |                     |                    |                    |
| Año                | Lugar               | Medalla            | Prueba             |
| 2022               | Gaziantep (Turquía) | Medalla de bronce  | Equipo             |